# سلام مسافر
سلام مسافر وهو إعلامي عراقي من مواليد بغداد 1950 خريج كلية الآداب جامعة بغداد – قسم الإعلام، عمل في الصحافة الوطنية العراقية المحلية وبالتحديد في صحيفة الجمهورية منذ أكثر من 30 سنة إلى أن قرر النظام السابق أن يبعد الصحفيين غير الحزبيين المنتمين إلى الحزب الحاكم وجرى استبعاد مجموعة من الصحفيين عن الصحيفة، وكان سلام مسافر من ضمنهم، وبدأت بعدها حملة اعتقالات وملاحقات فاضطر للسفر خارج العراق في ال1978، سافر بعدها إلى أوروبا وانتهى به المطاف إلى روسيا، واستأنف عمله الصحفي وكان يراسل العديد من الصحف وقت الدراسات، وانتهى من دراسته العليا في جامعة موسكو الحكومية كلية الصحافة، حصل على شهادة الدكتوراه في الصحافة واستمر في مراسلة العديد من الصحف.
يعمل حالياً مذيع ومعلق في قناة "روسيا اليوم"؛ الناطقة باللغة العربية ويقدم هناك برنامج قصارى القول. سلام مسافر متزوج من امرأة روسية وله ولد وبنت منها.